# Милена Васић
Милена Васић (Београд, 3. мај 1977) српска је позоришна, телевизијска и филмска глумица и ТВ водитељка.

## Биографија
Милена Васић је рођена у Београду где је завршила музичку школу и гимназију. Глуму је дипломирала на Факултету драмских уметности у Београду, а затим уписала магистарске студије. Велики број улога је остварила у Југословенском драмском позоришту, чији је члан и у коме игра главне улоге Коштану, Андромаху, Златокосу, Ају, Елвиру, Евицу. За улогу у филму Коњи врани 2007. је награђена наградом за најбољу женску епизодну улогу. Поред улога у позоришту, телевизијским серијама и филмовима снима шоу програм Дама без блама. Водитељка је квиза Тотални обрт који се емитује на телевизијском каналу Нова.

## Филмографија
2023 Na rubu pameti
| Год.         | Назив                              | Улога                 |
| ------------ | ---------------------------------- | --------------------- |
| 1990-те      |                                    |                       |
| 1992.        | Први пут с оцем на јутрење         | Наташа                |
| 2000-те      |                                    |                       |
| 2003.        | Казнени простор                    |                       |
| 2004.        | Стижу долари                       | Сандра                |
| 2007.        | Коњи врани                         | Милина Брђевић        |
| 2007.        | Оно наше што некад бејаше          | Розика                |
| 2007 - 2008. | Заборављени умови Србије           |                       |
| 2010-те      |                                    |                       |
| 2009 - 2010. | Јесен стиже, Дуњо моја (ТВ серија) | Милина Брђевић        |
| 2010.        | Сва та равница                     | Рада Зобар            |
| 2010.        | Паре или живот                     | Адријана              |
| 2010.        | Тотално нови талас                 | Ирина                 |
| 2011.        | Само вечерас (ТВ серија)           | Бакица                |
| 2010 - 2012. | Бела лађа                          | Леонтина Матић Мицика |
| 2011 - 2013. | Певај, брате!                      | Бранислава            |
| 2013.        | Дама без блама                     | Дама без блама        |
| 2014.        | Кад љубав закасни                  |                       |
| 2014.        | Самац у браку (ТВ серија)          |                       |
| 2014.        | Мала историја Србије               |                       |
| 2015.        | Једне летње ноћи (ТВ серија)       | настојникова супруга  |
| 2016.        | Немој да звоцаш                    | Марина                |
| 2017.        | Врати се Зоне                      | Вера                  |
| 2017 - 2021. | Убице мог оца                      | Биљана Мргуд Биба     |
| 2018.        | Конак код Хилмије                  | Рахаела Кохен         |
| 2020.        | Неки бољи људи                     | Марија                |
| 2023.        | Радио Милева                       | Магдалена             |